# Медаль «За службу и храбрость»
Медаль «За службу и храбрость» — награда Российской империи, которой награждались жители Дунайских княжеств во время Русско-турецкой войны 1787—1791 годов и представители других народов, лояльных к Российской империи.

## Общие сведения
Медаль «За службу и храбрость» учреждена Екатериной II 6 июля 1789 года, одновременно с медалью «За усердие к службе». Г. А. Потёмкин 25 июня 1789 года написал письмо Екатерине II, в котором «посчитал за нужное» награждать медалями жителей Молдавии и Валахии, сотрудничающих с Российской империей. 6 июля императрица дала положительный ответ, её повеление было сообщено Г. А. Вяземскому графом А. А. Безбородко. Уже 7 июля генерал-прокурор Вяземский дал распоряжение монетному департаменту изготовить золотые медали с надписью «За службу и храбрость», для последующей отправки к Потёмкину. Было изготовлено 8 больших и 16 малых золотых медалей, и 22 июля они были направлены к графу Безбородко. Однако 28 сентября Безбородко сообщил Вяземскому, что требуется изготовить ещё 20 малых медалей. 5 октября оставшиеся медали были отчеканены на Санкт-Петербургском монетном дворе и доставлены Безбородко, а после оказались у Потёмкина.

## Награждение
Неизвестно, кого именно награждал Г. А. Потёмкин этими медалями. После его смерти, в ноябре 1792 года в Императорский кабинет было возвращено 5 больших и 31 малая медаль. Д. И. Петерс выдвинул предположение, что отсутствовавшие медали (3 больших и 5 малых) были вручены молдавским боярам, впоследствии переселившимся на территорию Российской империи. 27 февраля 1796 года все хранившиеся в Императорском кабинете медали, оставшиеся от Потёмкина, переданы графу В. А. Зубову в Кавказское наместничество. Одна большая медаль была вручена титулярному советнику Нагаю Юсупову. В августе 1794 года медали были вторично возвращены в Императорский кабинет, после чего переплавлены. Всего осталось неврученными 4 большие и 29 малых медалей, таким образом, были произведены награждения 4 большими и 7 малыми медалями.

## Описание медали
Медали были сделаны из золота. Диаметр 65 мм у больших медалей и 54 мм у малых. Гурт гладкий. На лицевой стороне медали изображён погрудный портрет Екатерины II в короне и мантии, в профиль, обращённый вправо. По краю медали круговая надпись, на больших медалях дословно: Б.М.ЕКАТЕРИНА.II.ИМПЕРАТ.И САМОДЕРЖ.ВСЕРОСС. На малых медалях надпись отличается только последним словом: ВСЕРОССЇИС. На оборотной стороне медали в сложной рамке из орнамента, знамён, гирлянды из лавровых листьев и головы в шлеме располагалась горизонтальная надпись в четыре строки:
ЗА
СЛУЖБУ
И ХРАБРО
СТЬ

## Порядок ношения
Медаль, предположительно, носили на шее и груди, возможные ленты — Андреевская или Георгиевская.